# Vultum Dei quaerere
Vultum Dei quaerere (traduite en français sous le nom de « La recherche du visage de Dieu ») est une constitution apostolique donnée par le pape François le 28 juin 2016 en la Solennité des saints Pierre et Paul et publiée le 22 juillet suivant en la fête nouvelle instituée de Sainte Marie-Madeleine sur la vie contemplative féminine.

## Présentation
Le texte dans son début loue avec éloquence la vocation contemplative et cherche à y expliquer sa nature essentielle. Le pape s'appuie sur les cinquante années depuis le concile Vatican II et sur le fait que les conditions socio-culturelles ont changé, il faut donc selon lui bâtir un nouveau dialogue en respectant les valeurs fondamentales sur lesquelles la vie contemplative est fondée.
Le pape François consacre un chapitre à faire les louanges de la vocation de la vie contemplative. Il distingue douze aspects de la vie contemplative qui peuvent aider les religieuses contemplatives à atteindre le but de leur vocation, ce sont : « la formation, la prière, la parole de Dieu, les sacrements de l'Eucharistie et de la Réconciliation, la vie fraternelle en communauté, l'autonomie, les fédérations, la clôture, le travail, le silence, le discernement dans l'utilisation des médias (en particulier les moyens de communication digitaux) et l'ascèse. » Il note en conclusion que les moniales sont nécessaires au monde et à l'Église comme des « phares qui illuminent le chemin des hommes et des femmes de notre temps. »
Cette constitution établit de nouvelles règles devant régir la vie contemplative féminine, en mettant l'accent sur l'importance de la nature centrée sur Dieu de la vie monastique. Elle définit aussi de nouvelles modalités pour favoriser les fédérations de communautés contemplatives.
Le texte a pour but d'être appliqué aux monastères de rites latins, commençant par un texte composé de nombreux paragraphes sur de nouvelles réflexions, il se termine par une partie en 14 articles, d'actes déterminants pour le côté opérationnel de la réforme.

## Modifications de textes pontificaux
Dans sa dernière partie, sous la forme d'une « conclusion dispositive », la constitution donne 14 articles dans lesquels le pape spécifie les textes pontificaux et instructions qui ne seront donc plus à prendre en compte.
Dans son premier article, s'appuyant sur le canon 20 du Code de droit canonique de 1983 le pape décrète la supériorité des consignes données par cette nouvelle constitution sur les textes précédemment promulgués et donc le code de  droit canon lui-même.
Les textes suivants sont eux aussi spécialement modifiés :
- Sponsa Christi ((fr) Épouse du Christ), constitution apostolique du vénérable pape Pie XII
- Inter praeclara, instruction de la Sacrée congrégation pour les religieux
- Verbi sponsa, instruction de la Congrégation pour les instituts de vie consacrée et les sociétés de vie apostolique

Dans son deuxième article, le pape charge la Congrégation pour les instituts de vie consacrée et les sociétés de vie apostolique de veiller à la mise en application de la constitution et en la création des différentes modalités dans les cas nécessaires. Celle-ci s'appliquant à l'ensemble des monastères pratiquant à différentes échelles la vie contemplative.
Ce texte prévoit en particulier que la formation initiale de la moniale ne doit pas être inférieur à neuf ans ni supérieur à douze ans, qu'elle doit être adaptée à chaque cas. Si possible des maisons de formation commune peuvent être prévues pour plusieurs monastères. Mettant en avant l'autonomie des monastères, il interdit le recrutement excessif de novices d'autres pays dans le seul but d'éviter la fermeture de monastères. La fermeture doit associer la présidente de la fédération et en dernier ressort la congrégation des instituts de vie consacrée. Privilégiant la qualité à la quantité, il n'est pas question de laisser subsister des maisons peu viables. D'autre part le monastère doit associer l'Église locale à l'adoration eucharistique, favoriser les liens entre monastères, d'un point de vue matériel et spirituel,  et également ceux de leur branche masculine.

## InstructionCor Orans
En 2018, l'instruction Cor Orans pour implémenter Vultum Dei quaerere a été publiée par la Congrégation pour les instituts de vie consacrée et les sociétés de vie apostolique.

### Sources
- (it) Costituzione Apostolica di Papa Francesco “Vultum Dei quaerere” sulla vita contemplativa femminile sur le site du Vatican
- (fr) Pape François, Constitution apostolique Vultum Dei Quaerere sur la vie contemplative féminine, Vatican, Libreria Editrice Vaticana, 2016, 40 p. (lire en ligne [PDF])